# Kabinet-Hatta I
Het kabinet-Hatta I was een Indonesisch kabinet tijdens de Indonesische Onafhankelijkheidsoorlog. Het kabinet werd gevormd door minister-president (tevens vicepresident) Mohammed Hatta op instructie van president Soekarno. Het kabinet zat van 29 januari 1948 tot 4 augustus 1949.

## Achtergrond
Het voorgaande kabinet-Amir Sjarifoeddin II was op 23 januari 1948 gevallen omdat de Masjoemi-partij en de PNI het oneens waren met de ondertekening van de Renville-overeenkomst door premier Amir Sjarifoeddin. Een stevig nieuw kabinet was nu nodig, en dat werd een "presidentieel kabinet" onder leiding van vicepresident Hatta. "Presidentieel" betekende hierbij dat het kabinet officieel verantwoording moest afleggen aan president Soekarno in plaats van aan het tijdelijke parlement, het Centraal Indonesisch Nationaal Comité. Het kabinet-Hatta I ging over tot uitvoering van de Renville-overeenkomst, maar desondanks steunden ook Masjoemi en de PNI het kabinet, omdat Hatta aangaf dat dit "slecht een schakel in de lange strijd" richting onafhankelijkheid was.
Oppositie werd nu gevoerd door de steeds radicaler wordende linkse partijen waaronder de PKI en de Socialistische Partij (PS). In februari vormde deze oppositie het zogeheten Volksdemocratiefront (FDR) onder leiding van Amir Sjarifoeddin, die inmiddels zijn eigen Renville-overeenkomst veroordeelde en een communistisch programma voorstond in lijn met de ideeën van Tan Malaka. Voormalig premier Soetan Sjahrir trok zich daarop terug uit de en richtte de nieuwe partij Indonesische Socialistische Partij (PSI) op. De FDR was betrokken bij de zogenoemde Madioen-opstand in Madiun, die eindigde met de gevangenschap en executie van FDR-leiders waaronder Sjarifoeddin op 19 december 1948.
Het kabinet-Hatta I had inmiddels ook andere problemen. De guerrillastrijd was doorgegaan en nationalistische strijders hielden zich niet aan de wapenstilstandslijn van de Renville-overeenkomst. Ook was het aanzien van de republikeinse regering van Hatta gestegen, onder andere in de Verenigde Staten, door het neerslaan van de communistische Madioen-opstand. Dit leidde tot het besluit tot de tweede politionele actie in december 1948. Soekarno, Hatta en de meeste ministers werden opgepakt, waarna een noodkabinet in Bukittinggi tussen 19 december 1948 tot 13 juli 1949 de taken overnam. Kort na terugkeer van Soekarno en Hatta in de toenmalige hoofdstad Jogjakarta werd het kabinet-Hatta I ontbonden en opgevolgd door kabinet-Hatta II.

## Samenstelling
| Nr. | Ministerspost                 | Minister                                 | Minister                                              | Partij   |
| --- | ----------------------------- | ---------------------------------------- | ----------------------------------------------------- | -------- |
| 1   | Minister-President            |                                          | Mohammed Hatta                                        |          |
| 2   | Buitenlandse Zaken            |                                          | Agus Salim                                            |          |
| 3   | Binnenlandse Zaken            |                                          | Soekiman Wirjosandjojo (ad interim)                   | Masjoemi |
| 4   | Defensie                      |                                          | Mohammed Hatta (ad interim, tot 15 juli 1948)         |          |
| 4   | Defensie                      | Hamengkoeboewono IX (vanaf 15 juli 1948) |                                                       |          |
| 5   | Justitie (rechterlijke macht) |                                          | Soesanto Tirtoprodjo                                  | PNI      |
| 6   | Informatie                    |                                          | Mohammad Natsir                                       | Masjoemi |
| 7   | Financiën                     |                                          | Alexander Andries Maramis                             |          |
| 8   | Welvaart (handel en landbouw) |                                          | Sjafruddin Prawiranegara                              | Masjoemi |
| 9   | Openbare Werken               |                                          | Djoeanda Kartawidjaja (ad interim, tot 13 april 1948) |          |
| 9   | Openbare Werken               |                                          | Herling Laoh (vanaf 13 april 1948)                    | PNI      |
| 10  | Arbeid en Sociale Zaken       |                                          | Rahendro Kusnan                                       |          |
| 11  | Ontwikkeling en Jeugd         |                                          | Soepeno (overleden 24 februari 1949)                  | PSI      |
| 12  | Transport                     |                                          | Djoeanda Kartawidjaja                                 |          |
| 13  | Godsdienst                    |                                          | Masjkur                                               | Masjoemi |
| 14  | Onderwijs en Cultuur          |                                          | Ali Sastroamidjojo                                    | PNI      |
| 15  | Gezondheid                    |                                          | Johannes Leimena                                      | Parkindo |
| 16  | Minister van staat            |                                          | Hamengkoeboewono IX (tot 15 juli 1948)                |          |